# Christa Blanke

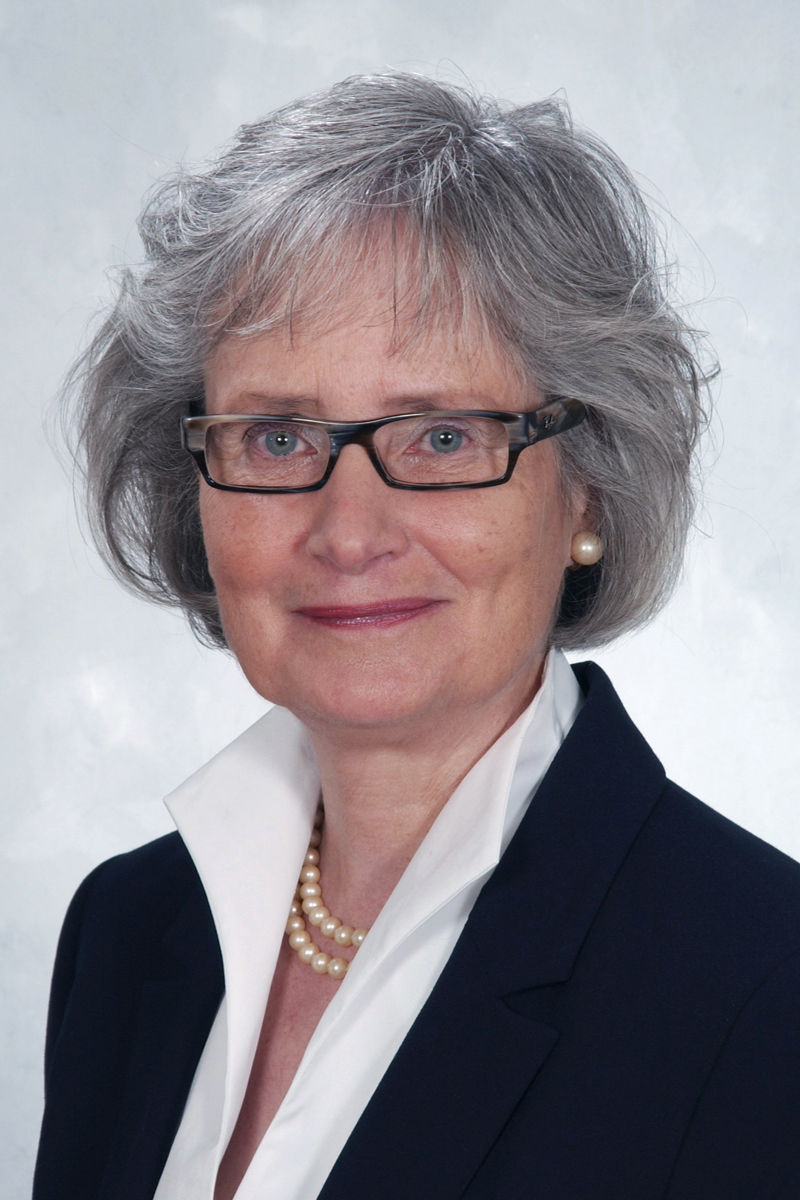
Christa Blanke, 2015

Christa Blanke-Weckbach (* 18. September 1948 in Gießen) ist eine deutsche Theologin und Tierschützerin. Sie ist Gründerin der europäischen Tierschutzorganisation Animals’ Angels. Von 1978 bis 2000 war sie evangelische Pfarrerin der Evangelischen Kirche in Hessen und Nassau. 2000 trat sie aus der Evangelischen Kirche unter Verlust der Rechte des geistlichen Standes und aller Versorgungsansprüche aus. Von 1995 bis 1998 war sie Vorsitzende des Tierschutzbeirats der Hessischen Landesregierung.

## Leben
Christa Blanke wurde 1948 als Tochter von Heinz und Ilse Weckbach in Gießen geboren. Sie verbrachte ihre Jugend in Frankfurt, besuchte das Herder-Gymnasium und engagierte sich unter anderem im Evangelischen Jugendwerk. Sie studierte von 1966 bis 1972 evangelische Theologie an den Universitäten in Hamburg, Heidelberg und Frankfurt. In Hamburg organisierte sie 1971/72 mit anderen Theologen das von Helmut Thielicke initiierte Pilotprojekt Glaubensinformation, heute Andere Zeiten. Nach dem Vikariat in der Deutschen Gemeinde in Edinburgh kam sie 1972 auf eine Pfarrvikarstelle in Offenbach am Main. Von 1978 bis 1999 lebte Christa Blanke mit ihrer Familie in Glauburg. Dort arbeitete sie als Heilpraktikerin für Psychotherapie in eigener Praxis sowie ehrenamtlich in der Kirchengemeinde Glauberg. Die Telefonseelsorge Hanau engagierte sie in dieser Zeit für die Ausbildung und Supervision der ehrenamtlichen Mitarbeiter.
Über ihre seelsorgerische Tätigkeit hinaus trat Christa Blanke ab Mitte der 1980er als Tierschützerin hervor. Um auf das Leid der Versuchstiere des Frankfurter Chemieunternehmens Hoechst aufmerksam zu machen, feierte sie 1986 unter dem Motto „Hoechst, erbarme dich!“ vor den Werkstoren einen Gottesdienst. 1987 feierte sie im Rahmen des 22. Deutschen Evangelischen Kirchentages auf dem Frankfurter Römerberg einen Gottesdienst mit Tieren. Im selben Jahr sammelte sie 13.000 Unterschriften unter eine Petition an die Evangelische Kirche in Hessen und Nassau, in kirchlichen Einrichtungen keine Eier aus Legebatterien zu verwenden. 1988 feierte sie zusammen mit ihrem Mann Pfarrer Michael Blanke den ersten Tiergottesdienst auf dem Pfarrhof in Glauberg, der vom ZDF live übertragen wurde. 1988 formulierte Christa Blanke zusammen mit ihrem Mann Michael Blanke das Glauberger Schuldbekenntnis, und gemeinsam gründeten sie 1989 AKUT e. V. (Aktion Kirche und Tiere), der sich für die Rechte der Tiere in Kirche und Gesellschaft einsetzt. 1995 wurde Christa Blanke durch Medienberichte auf die europaweiten Tiertransporte aufmerksam und gründete 1998 den Tierschutzverein Animals’ Angels, der unter ihrer Leitung international bekannt wurde als die einzige Fachorganisation für Tierschutz auf Transporten.
1987 schrieb Christa Blanke zusammen mit ihrem Mann Michael Blanke den Text für das Musical Jesus – einer von uns des Sacro-Pop Komponisten Peter Janssens, das u. a. auch in der Alten Oper Frankfurt aufgeführt wurde.
1995 initiierte Christa Blanke zusammen mit ihrem Mann Michael Blanke die Aufstellung der Plastik Arche Schöpfung des Wormser Bildhauers Gustav Nonnenmacher in der evangelischen Kirche in Glauberg.
2008 gründete Christa Blanke das erste Kuhaltersheim in Deutschland. 2011 sammelte Christa Blanke mit der europaweiten Kampagne 8hours 1,2 Millionen Unterschriften für eine Begrenzung der Schlachttiertransporte innerhalb der EU auf acht Stunden.
2015 richtete Christa Blanke unter dem Dach von Animals’ Angels e. V. die Webseite Animal Memorial ein. Die Seite gedenkt unter Angabe von Namen und Bildern zahlreichen sogenannten Nutztieren, denen die Teams von Animals’ Angels während ihrer Recherchen begegnet sind und die im Zuge der Fleischproduktion transportiert und getötet wurden. 2018 ist sie im Tierrechtsfilm Citizen Animal – A Small Family’s Quest for Animal Rights zu sehen. Ende 2018 produzierte sie im Auftrag von Animals’ Angels den Film Mit den Augen der Liebe, der von der Ethik und Entstehung des Tierschutzvereins erzählt.
2019 lieferte sie die Idee und das Konzept für das Buch Tiere nutzen – ein kritisches Wörterbuch des Agrarwissenschaftlers Philipp von Gall. Das Buch wurde 2020 von Animals’ Angels e. V. herausgegeben.
Seit 2020 schreibt sie Beiträge für den Bereich Denkanstöße auf der Website der Landestierschutzbeauftragten für Hessen.

## Ehrungen
- 1999: Preis der Hans-Rönn-Stiftung
- Oktober 1999: Franziskuspreis für Christa und Michael Blanke für ihre Verdienste um das Thema Tiere und Kirche
- November 1999: Hessischer Tierschutzpreis für ihren Einsatz für den Schutz von Nutz- und Schlachttieren[17]
- Februar 2001: Lord Houghton Award als erste Ausländerin, für ihre Verdienste um die Verbesserung von Schlachttiertransporten innerhalb Europas
- 2003: Marchig Trust Animal Welfare Award
- Oktober 2004: Karl-Adolf-Laubscher-Preis für Umwelt- und Tierschutz
- 2008: Verdienstkreuz am Bande der Bundesrepublik Deutschland[18]
- 2010: EUROGROUP-Award
- 2010: Fairness-Award von Cavallo in der Kategorie „Pferdefreund“
- 2019: St. Francis Award von Catholic Concern for Animals[19]

## Publikationen
- Kleine Pferde – großes Glück. Liebesbriefe um Ponys. Mueller Rueschlikon Verlag, 1968.
- Da krähte der Hahn – Kirche für Tiere? Eine Streitschrift. Verlag am Eschbach, Eschbach/Markgräflerland 1995; ISBN 3-88671-159-5.
- Mit den Augen der Liebe – Wir sind bei den Tieren. Ein Tagebuch der Hoffnung. Animals’ Angels Press, 2011; ISBN 978-3-9814946-0-0:
  - ital. Ausgabe: Con gli occhi dell’amore – Siamo con gli animali. Un diario della speranza. Animals’ Angels Press, 2013; ISBN 978-3-9814946-5-5;
  - engl. Ausgabe: With the Eyes of Love – We are there with the animals. Dispatches from the front line. Animals’ Angels Press, 2012; ISBN 978-3-9814946-4-8;
  - span. Ausgabe: Con los ojos del Amor - Diario desde las trincheras Estamos ahí con los animales. Animals’ Angels Press, 2014.
- 8 hours is more than enough! Europe calls for an end to long-distance transports of live animals. Animals’ Angels Press, 2012; ISBN 978-3-9814946-6-2.
- Let my People go - Claiming the Bible for the Animals. Animals’ Angels Press, 2013; ISBN 978-3-9814946-6-2.
- Tierschutz in Deutschland. Eine Gutachtensammlung. Animals’ Angels Press, 2014; ISBN 978-3-9816696-0-2.
- Die Macht des Einzelnen - 14 Biographien. Animals’ Angels Press, 2016; ISBN 978-3-9816696-5-7.
- Oh Heiland reiß die Himmel auf in: Garske V., Nauerth T., Niermann A. (Hg.) Vom Können erzählen: Ein Lesebuch zum Frieden. Festschrift für Eugen Spiegel. LIT Verlag, 2017; ISBN 978-3-643-13849-1.
- Würde. Animals’ Angels Press, 2021; ISBN 978-3-9816696-7-1.
- Klebezettel – Was sind Namen wert? in: Horstmann S., Taxacher G. (Hg.) Theologische Objekte, Gottes Bezug zur Wirklichkeit. Festschrift für Thomas Ruster Verlag Friedrich Pustet, 2021; ISBN 978-3-7917-3294-7.